# Distrito de Huaquirca
El Distrito de Huaquirca es uno de los 7 distritos de la Provincia de Antabamba  ubicada en el departamento de Apurímac, bajo la administración del Gobierno regional de Apurímac, en el sur del Perú.
Desde el punto de vista jerárquico de la Iglesia católica forma parte de la Diócesis de Abancay la cual, a su vez, pertenece a la Arquidiócesis de Cusco.

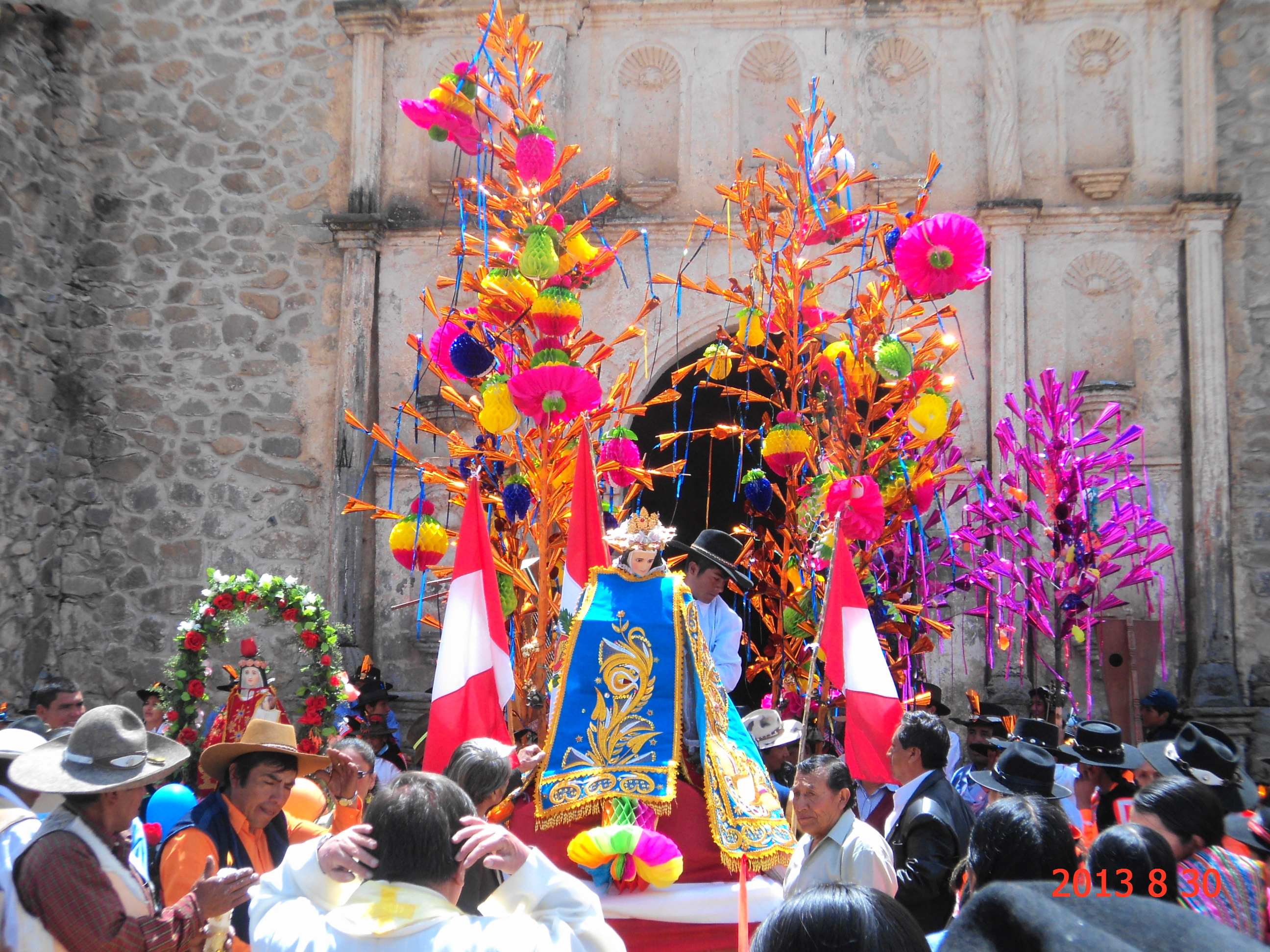

## Historia
El distrito fue creado mediante Ley No.10176 del 17 de enero de 1945, en el primer gobierno del Presidente Manuel Prado Ugarteche.
Su nombre proviene de una palabra quechua, que significa "qué difícil se hizo".

## Geografía
La ciudad de Huaquirca se encuentra ubicada en los Andes Centrales. Está a 3 575 m s. n. m. Su superficie es de 337.6 km². Tiene una población estimada de 1 372 habitantes en 2005. 
Está compuesta por urbanizaciones donde se diferencian claramente las clases sociales: la zona de Ñapaña está habitada por personas de clase alta; la de Champiño, por personas de clase media; y la Baja Huachacayo por personas de clase baja. Huaquirca cuenta con un monasterio católico de estilo virreinal, adornados sus atrios en pan de oro. Su economía se basa en la agricultura y ganadería.
El Anexo de Matará (el único que tiene) es un pintoresco poblado que tiene como atracción su encantada Laguna de Matara, con un islote de totora y además cuenta con una bella campiña. También se le conoce como "La Perla de Antabamba".

## Autoridades

### Municipales
- 2023-2026[3]
  - Alcalde:  Anselmo Rolando Casaverde
  - Regidores:

## Festividades
- Santiago.
- Virgen de la Asunción.
- Santa Rosa de Lima.
- Navidad.